# Maria Josep Udina i Abelló
Maria Josep Udina i Abelló (Barcelona, 29 de juny de 1940 - Castelldefels, 10 de juny de 2024) va ser una pedagoga, escriptora, política i esperantista catalana, coneguda per la seva contribució a l'educació i la cultura de Castelldefels. També va col·laborar estretament amb la pedagoga Marta Mata, amb qui va treballar durant 37 anys a l'Associació de Mestres Rosa Sensat, una entitat clau en la renovació pedagògica a Catalunya, i a la Fundació Marta Mata, on va exercir diversos càrrecs. Udina va ser considerada la memòria viva de Marta Mata per la seva profunda relació professional i personal amb ella.
Udina va traslladar-se a Castelldefels l'any 1970, on es va implicar en la vida política i social del municipi. Entre 1983 i 1987 va ser regidora de cultura de l’Ajuntament de Castelldefels, governat pel PSC. Va ser una de les impulsores del concepte «Castelldefels com a ciutat educadora», defensant la idea que tota la ciutat ha de ser un espai d'aprenentatge i convivència. També va ser membre del moviment polític Movem Castelldefels.
En l'àmbit social va ser fundadora i secretària de l'associació pedagògica La Finestra de Castelldefels i presidenta del Comitè Organitzador del 39è Congrés Català d'Esperanto, organitzat per l'Associació Catalana d'Esperanto. Juntament amb Pep Solé, va fundar la Coral Margalló i l'Associació Musical de Castelldefels.
Udina va tenir un paper clau en la reivindicació de la memòria històrica a Castelldefels, i va ser la portaveu del Col·lectiu Ramon Fernández Jurado. Gràcies a la seva tasca, la Biblioteca Central de Castelldefels va recuperar el nom original amb què es va inaugurar, Biblioteca Fernández Jurado, en reconeixement d'aquest dirigent obrer i polític català.
Udina va escriure diversos llibres, sovint en col·laboració amb altres persones. La seva obra literària inclou llibres de ficció, assaigs educatius i biografies. Entre les seves obres destaquen: L'escola nova, L'olla del rei (amb Pep Solé), Pirates a Castelldefels (amb Pep Solé), Salut Companys! Ramón Fernández Jurado (amb Pep Solé i Ignacio Gamen), Pensem en la nova educació (amb Marta Mata). Udina també és autora de la lletra de l'Himne de les Ciutats Educadores, presentat al III Congrés Internacional de Ciutats Educadores, celebrat a Bolonya el 1994, on Castelldefels va participar com a Ciutat Educadora.
A més de les seves publicacions, Udina va organitzar i participar en diverses conferències, presentacions de llibres i actes culturals a Castelldefels i altres localitats catalanes, incloent-hi les seves xerrades sobre Marta Mata i Francesc Ferrer i Guàrdia.
El 2017, Maria Josep Udina i Pep Solé van rebre el Premi Ciutat de Castelldefels en reconeixement de la seva contribució social i cultural a la ciutat. Aquest premi va destacar la seva tasca com a fundadors d'entitats culturals, autors de diverses obres i biògrafs de Ramon Fernández Jurado.
Maria Josep Udina va morir a Castelldefels el 10 de juny de 2024, tot deixant un destacat llegat en els àmbits de l'educació, la cultura i la política local.